# 120349 Kalas
120349 Kalas è un asteroide della fascia principale. Scoperto nel 2004, presenta un'orbita caratterizzata da un semiasse maggiore pari a 3,0754387 UA e da un'eccentricità di 0,0740269, inclinata di 13,51974° rispetto all'eclittica.